# Antonio D'Amico
Antonio D'Amico (Mesagne, 20 de enero de 1959-Manerba del Garda, 5 de diciembre de 2022) fue un modelo y diseñador de moda italiano. Fue conocido por haber sido la pareja de Gianni Versace. 

## Biografía
D'Amico nació en Mesagne, provincia de Brindisi, Italia, y más tarde vivió en Milán. Fue contratado como empleado de oficina a tiempo parcial para su primer trabajo. Conoció a Versace  y finalmente se embarcó en una relación a largo plazo que duró 15 años, hasta el asesinato de Versace en 1997. Durante ese tiempo trabajó como diseñador para la línea Versace Sport. Más tarde, D'Amico dirigió su propia empresa de diseño de moda.
El testamento de Versace dejó a D'Amico con una pensión de 50 millones de liras italianas mensuales de por vida, y el derecho a vivir en cualquiera de las casas de Versace en Italia y Estados Unidos. Sin embargo, dado que las propiedades que le quedaron a D'Amico en el testamento de Gianni en realidad pertenecían a la empresa, las casas pertenecían en realidad a la hermana de Versace, Donatella, a su hermano Santo y a su sobrina, Allegra. Luego de llegar a acuerdos con abogados, D'Amico obtuvo una fracción de la pensión y un derecho restringido a vivir en las propiedades de Gianni. 
Las relaciones de D'Amico con el resto de la familia Versace no siempre fueron fáciles; Donatella dijo en marzo de 1999: "Mi relación con Antonio es exactamente igual que cuando Gianni vivía. Lo respetaba como el novio de mi hermano, pero nunca me gustó como persona. Así que la relación siguió siendo la misma".
D'Amico murió el 6 de diciembre de 2022, a la edad de 63 años.

## En la cultura popular
D'Amico fue interpretado por Oscar Torre en la película The Versace Murder (1998). Es interpretado por Stefano DiMatteo en el telefilme de Lifetime House of Versace (2013). En la serie The Assassination of Gianni Versace: American Crime Story (2018) es interpretado por Ricky Martin.